# کشکول شیخ بهایی
کشکول شیخ بهایی کشکولی جُنگ مانند از شیخ بهایی شامل شعرها و نثرهای مورد علاقه او است. برخی از این شعرها و نثرها از خود وی و برخی نیز گردآوری او از دیوان‌ها و کتاب‌های مورد علاقه‌اش هستند. مطالب این کتاب، مضامینِ دینی، تاریخی، ادبی، ریاضی و نجومی دارند. این مطالب اغلب بی‌هیچ نظم خاصی به دنبال هم آمده‌اند. با این حال این اثر بیش از سایر تالیفات وی خواننده را به ضمیر فکری شیخ بهایی نزدیک می‌کند.